# The Power of Love (film 1911)
The Power of Love è un cortometraggio muto del 1911 diretto da Joseph A. Golden.

## Produzione
Il film fu prodotto dalla Pathé Frères.

## Distribuzione
Distribuito dalla General Film Company, il film - un cortometraggio in una bobina - uscì nelle sale cinematografiche USA il 9 novembre 1911.